# Иов (патриарх Московский)
Патриа́рх И́ов (в миру Ива́н (Иоа́нн); ок. 1525, Старица — 19 (29) июня 1607, Старица) — первый патриарх Московский (1589—1605).
Канонизирован в лике святителей на Архиерейском соборе Русской православной церкви 9 октября 1989 года.

## Жизнеописание
Родился около 1525 года в Старице в семье посадских людей. По сведениям архива Старицкого духовного правления, матерью будущего патриарха была посадская жена, в иночестве Пелагея, урождённая Леняева.
Обучался в школе при Старицком Успенском монастыре, где в 1556 году под влиянием архимандрита Германа принял монашеский постриг с именем Иов в честь Иова Многострадального. В обители Иов был духовно «воспитан и грамоте, всему благочинию и страху Божию добре обучен».

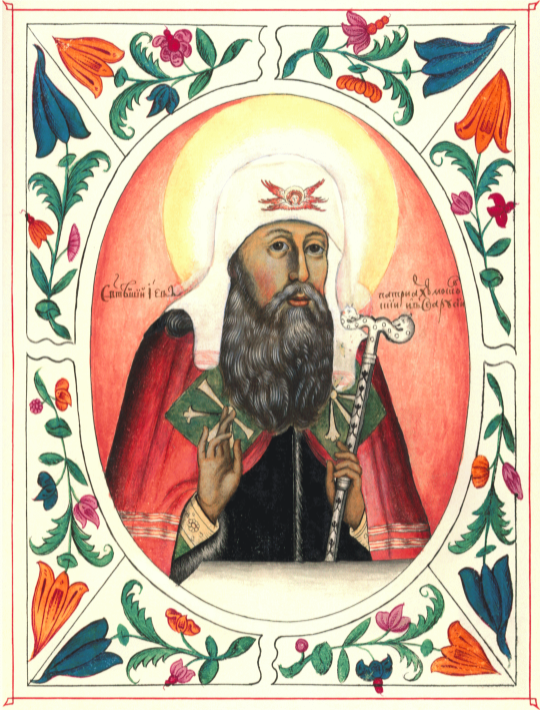
Патриарх Иов, портрет из редакции Царского титулярника царя Алексея

Впоследствии стал игуменом (с 6 мая 1569 года по 1571 год) Старицкого Успенского монастыря. Так как Старица была одним из центров опричнины, привлёк внимание Ивана Грозного, результатом чего стало избрание настоятелем монастыря в сане архимандрита. В 1571 году его перевели в Москву на ту же должность в Симонов монастырь. В 1575 году стал архимандритом царского Новоспасского монастыря в Москве. 16 апреля 1581 года митрополитом Московским Дионисием в сослужении других русских архиереев архимандрит Иов был рукоположён во епископа Коломенского и Каширского. В Коломне был до 1586 года, когда был назначен архиепископом Ростовским.
С середины 1580-х годов близкий сподвижник Бориса Годунова; при его содействии собором епископов в 1586 году возведён в митрополиты Московские (1586 год) и 26 января (5 февраля) 1589 года поставлен находившимся в Москве константинопольским патриархом Иеремией II в первые патриархи Московские. В дальнейшем поддерживал политику Бориса Годунова. Из важных церковных событий его патриаршества — установление церковных праздников в честь трёх святителей Московских (Петра, Алексия и Ионы), преподобного Иосифа Волоцкого (1591, канон и служба в связи с этим праздником написаны самим Иовом), осуществил канонизацию Василия Блаженного (1588), Антония Римлянина (1597), Корнилия Комельского (1600) и других. Иов способствовал распространению христианства в Сибири, Казани, Корельской области. Возросло печатание богослужебных книг; по просьбе грузинского царя Александра в 1588 году Иовом в Грузию были направлены «для исправления православной веры учительные люди».

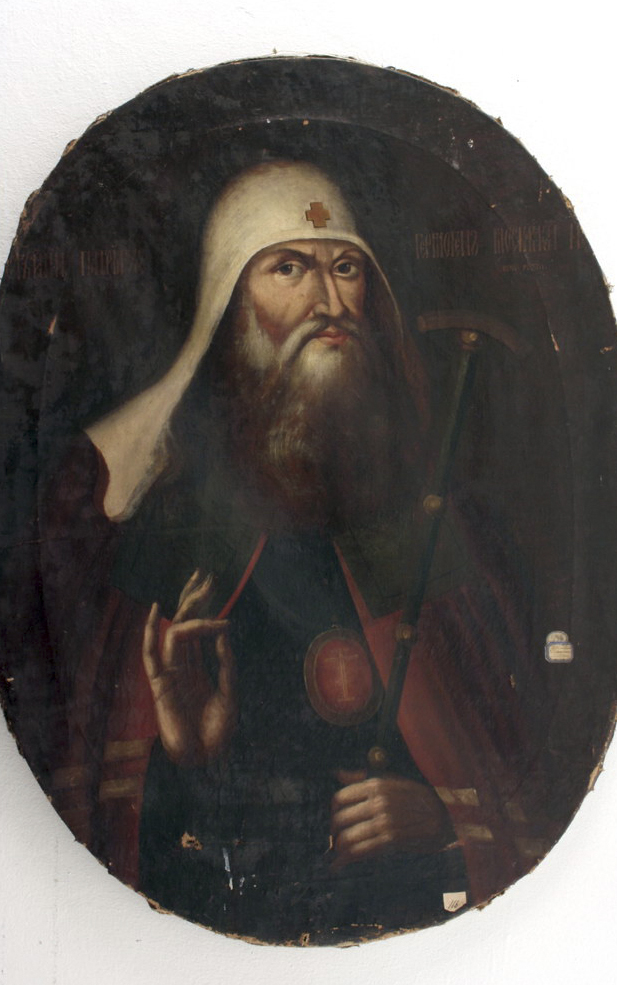
Парсуна XVII в.

Смерть Годунова в 1605 году и победа Лжедмитрия I означали и падение Иова. Иов отказался признать самозванца сыном Ивана Грозного и требовал от москвичей верности Фёдору Борисовичу, Лжедмитрий и его сторонники, «которые государю изменили, а тому вору и богоотступнику последуют и именуют его князем Дмитрием», были преданы патриархом анафеме. Так как секретарём Иова некоторое время был Григорий Отрепьев, то исследователи, отождествляющие этого персонажа с Лжедмитрием I, объясняют стремление последнего поскорее удалить Иова из Москвы нежеланием разоблачения. Сам патриарх Иов в своих грамотах называл Лжедмитрия «расстрига, ведомый вор, в мире звали его Юшком Богданов сын Отрепьев, жил у Романовых во дворе и заворовался. …да и у меня, Иова Патриарха, во дворе для книжного письма побыл во дьяконах же. А после того сбежал с Москвы в Литву». После убийства царя Фёдора Годунова Иова арестовали за богослужением в Успенском соборе Московского Кремля, сорвали с него патриаршее облачение и как простого монаха отправили в изгнание в монастырь в родной Старице. После изгнания Иова церковный собор избрал новым патриархом Московским грека Игнатия, примкнувшего к сторонникам Лжедмитрия. Однако смена патриархов не была законной: святитель Иов не был ни низложен, ни тем более лишён сана.

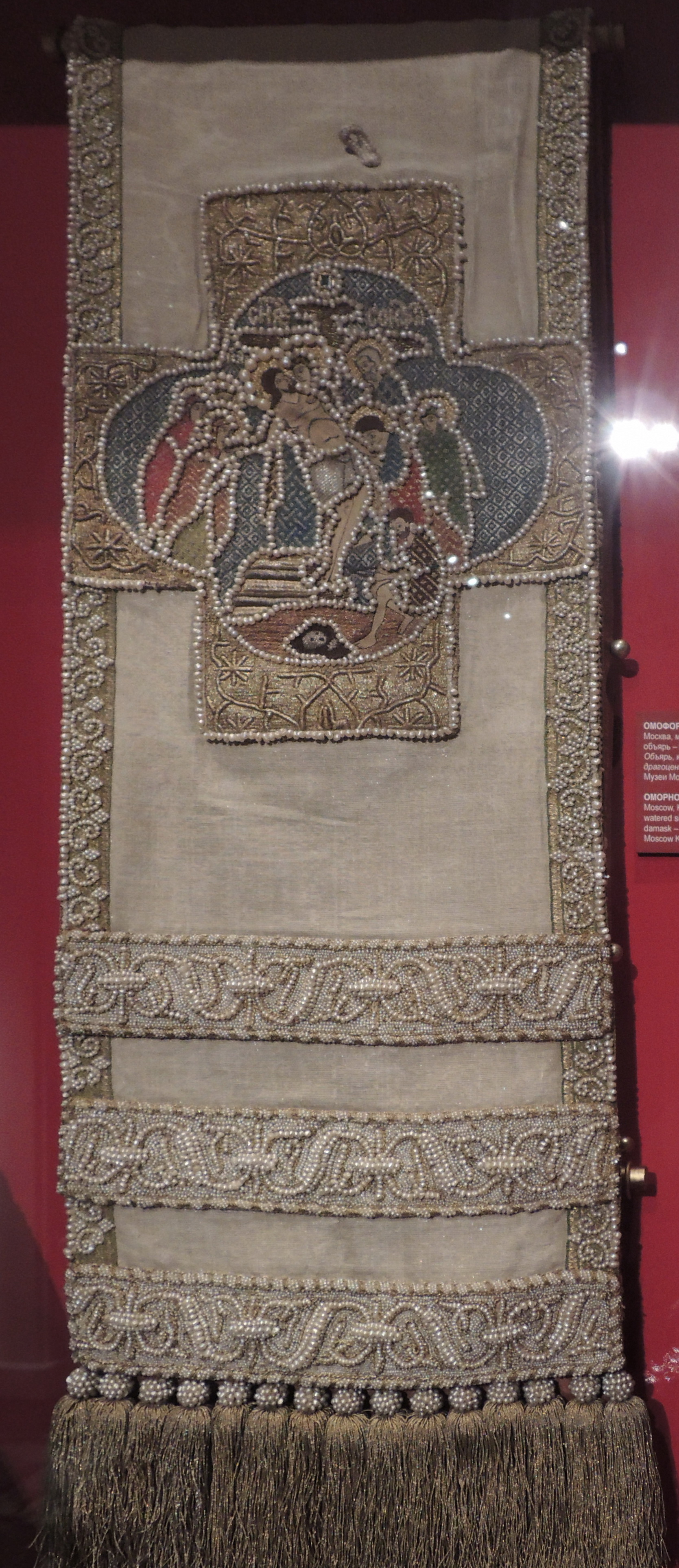
Омофор патриарха. Музеи Московского Кремля

В Старице Иов прожил ещё два года и умер в 1607 году. Перед смертью, реабилитированный при Василии Шуйском, посетил Москву, но по здоровью (совершенно ослеп) отказался от возвращения на патриарший престол и вернулся в Старицу, где скончался 19 (29) июня и был похоронен в Старицком Успенском монастыре.
По отзывам современников, был «прекрасен в пении и во чтении, яко труба дивна всех веселя и услаждая», наизусть читал Псалтирь, Апостол, Евангелие. Был традиционалистом и консерватором. После него остались написанные им «Завещание» и «Повесть о царе Фёдоре Иоанновиче» (панегирик, написанный после смерти царя, восхваляет его добродетели).

## Канонизация и почитание

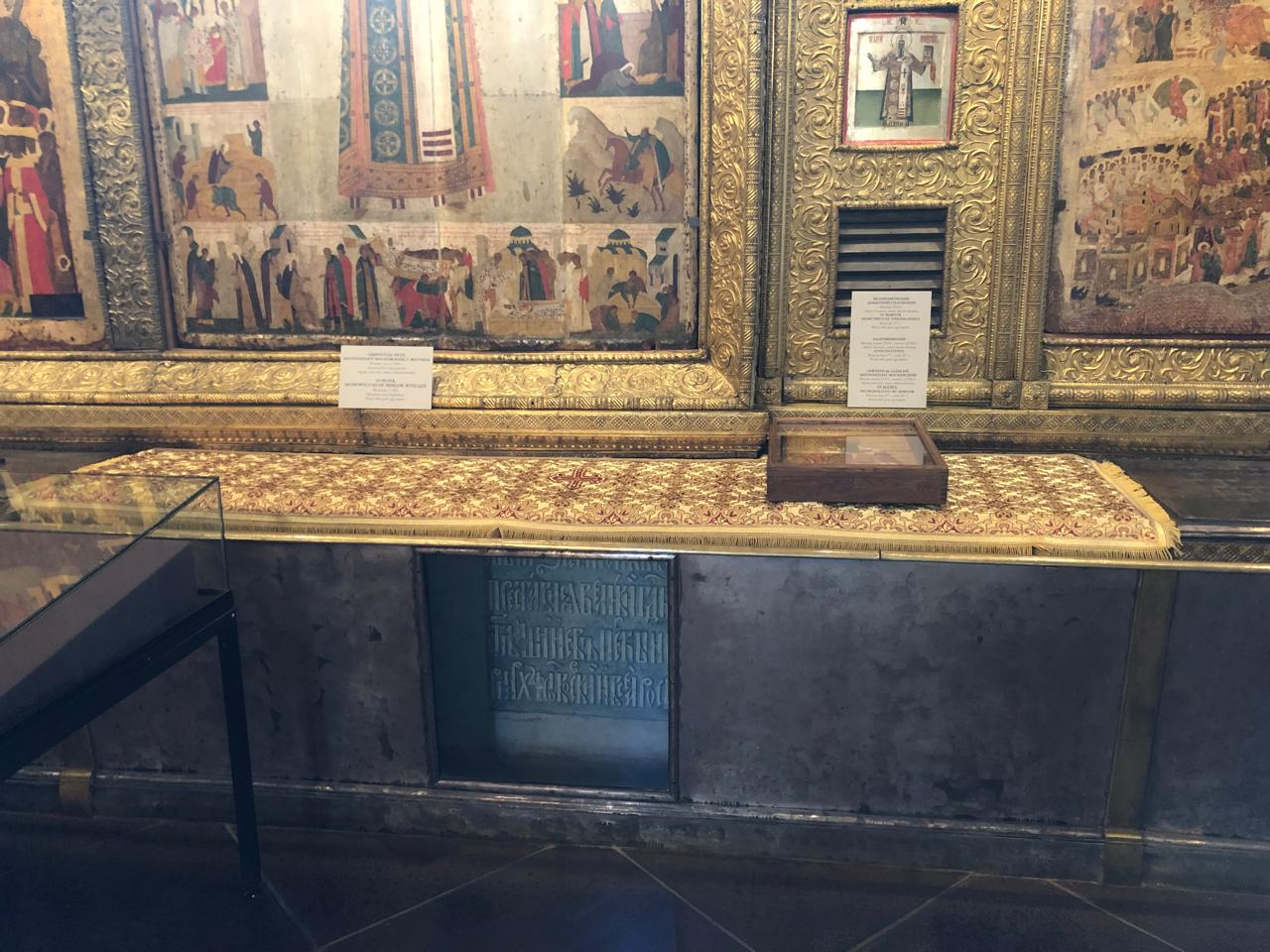
Рака с мощами патриарха Иова. Успенский собор Московского Кремля

Впоследствии над могилой святителя была возведена часовня. В 1652 году при патриархе Иосифе нетленные мощи святителя Иова были перенесены в Успенский собор Московского Кремля и положены около гробницы патриарха Иосафа.
Для всероссийского почитания патриарх Иов был канонизирован в лике святителей на Архиерейском соборе Русской православной церкви в 1989 году.
В октябре 2012 года канонизирован Русской православной старообрядческой церковью на Освященном соборе.

## Образ патриарха Иова в культуре
Игровое кино

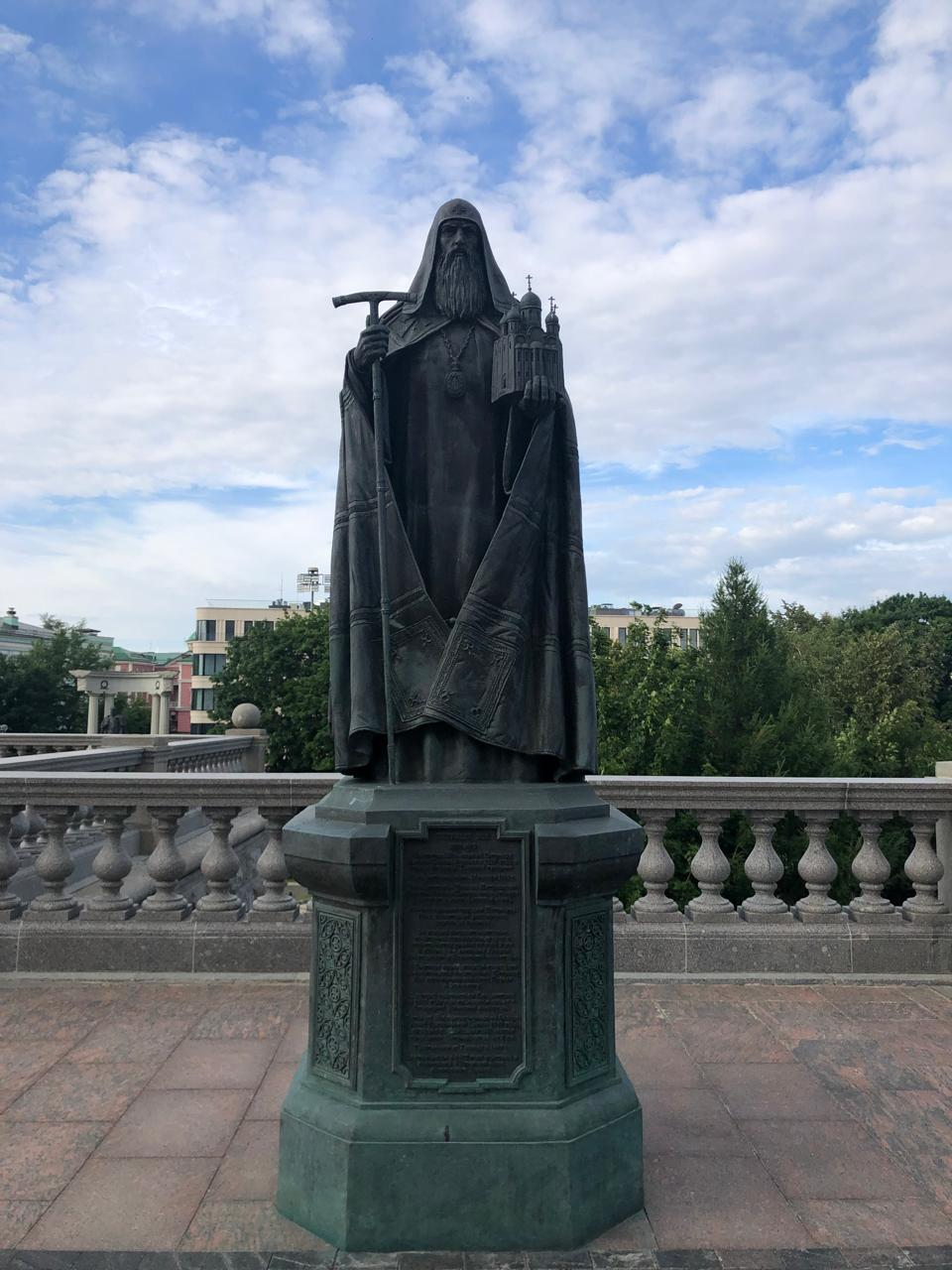
Памятник патриарху Иову на площади Храма Христа Спасителя

- «Борис Годунов» (1986) — Роман Филиппов
- «Борис Годунов» (2011) — Андрей Ташков
- «Годунов» (2018) — Борис Плотников
- «Янычар» (2022) — Константин Воробьев

Документальное кино
- «Русские патриархи» (2004)
- «Иов многострадальный» (2005)
- «Первый патриарх» (2007)

Художественная литература
Иов стал персонажем романа Ю. И. Фёдорова «Борис Годунов».